# Mogens Pedersøn
Mogens Pedersøn, född omkring 1585, död 1623, var en dansk tonsättare.
Pedersøn var lärjunge till Melchior Borchgrevinck i Köpenhamn, anställdes i Kristian IV:s kapell 1603, studerade i fyra år (1605–09) i Venedig hos Giovanni Gabrieli, senare (1611–14) hos madrigalens tonsättare i England. Han befordrades till vicekapellmästare i Det Kongelige Kapel i Köpenhamn 1618. 
Vid sidan av sin lärare Borchgrevinck var han den mest betydande medlemmen av Kristian IV:s stora kapell. Hans madrigaletter och särskilt hans verk Pratum spirituale, det er Messer, Psalmer, Motetter, som brugelig ere udi Danmarck og Norge, Kiøbenhaffn 1620 (Det Kongelige Bibliotek, Köpenhamn) uppvisar en avgjord talang, som besitter en för sin tid icke ringa teknik, som dock ännu inte är fullt utvecklad. Då det härstammar från en av de tidigaste danska tonsättarna är detta huvudarbete av intresse både för hans konstnärliga personlighet och för den danska musikmiljö, i vilken han framträdde.